# Salvia abbottii
La Sàlvia abbottii és una espècie de sàlvia que assoleix de 45 a 70 cm d'altura i és d'aparença robusta. Tolera tant els freds de l'hivern com la calor i la sequera i prefereix un sòl ric en matèria orgànica i que dreni bé i una exposició completa al sol.

## Cultiu
Aquesta espècie hauria de conservar un aspecte arbustiu de l'altura esmentada anteriorment. Per cuidar-la, a part de necessitar les característiques adequades quant a terreny clima i llum, cal tenir present que s'ha de podar a la primavera perquè ramifiqui i s'han d'anar retirant les flors marcides per tal de prolongar la temporada de floració de la planta.